# アフターウォーの艦船及びその他の兵器
アフターウォーの艦船及びその他の兵器（アフターウォーのかんせんおよひそのたのへいき）は、1996年放送のテレビアニメ『機動新世紀ガンダムX』をはじめとするアフターウォー（A.W.）の作品に登場・存在する艦船およびその他の兵器類を記述する。

## 艦船

### 陸上戦艦
高度なホバークラフトシステムで陸上を走破する、大戦以前に旧連邦軍が製造した陸戦用艦艇。大戦中にMSの地上戦投入に伴って急速に発展・多様化し、各艦は全長ごとに級種分類された。地球の山脈名でネーミングされたこの分類は官民共通規格であるが、同型艦でも形状が異なることもある。大型艦は最大積載量や搭載MS数に優れるものの維持費が高く建造数も少ない一方で、小型艦は対象的に基本性能が大型艦に劣るものの建造数が多い。いずれも艦単体の攻撃力・戦闘能力は高くないものの、MS運用能力や乗員の居住性を主眼とした構造となっており、バルチャーを中心に戦後独立国家、新連邦軍などさまざまな勢力が保有し、特にバルチャーは艦体に独自のカラーリングを施すマイナーチェンジを加えている。

#### アルプス級陸上戦艦
全長150mまでの4番目に大きな陸上戦艦。

##### フリーデン
ジャミル・ニートが指揮する陸上戦艦。

#### アンデス級陸上戦艦
全長180mまでの3番目に大きな陸上戦艦。本編未登場。

#### テンザン級陸上戦艦
全長200mまでの2番目に大きな陸上戦艦。戦後世界でも新連邦軍の主力艦として使用されている。

##### グリーツ艦
グリーツ・ジョーが指揮する陸上戦艦。基調色はグレー。艦上部の右舷側にはブリッジやアンテナとレーダー、実弾を発射する2連装対艦砲が配置されていることから甲板に物資やMSを大量に搭載でき
、艦体側面に備わったMSデッキからは数機格納されたオクト・エイプ改がハッチ展開で発進する。砂漠でも難なく発揮できる走破性と軽快さや、旧連邦軍製の陸上戦艦中トップクラスの出力と巡航速度・通信管制能力を持ち併せることから、全体的なスペックはフリーデンを遥かに超える。

#### ヒマラヤ級陸上戦艦
全長200m以上の1番巨大な陸上戦艦。

#### ピレネー級陸上戦艦
全長100mまでの最も小型の陸上戦艦。

##### ローザ艦
ローザ・インテンソが指揮する陸上戦艦。曲線を多用したデザインで、基調色はピンクとホワイト。艦首部分に2連装対艦砲とブリッジを構え、MSデッキのハッチは艦尾に設けられている。出力は他の艦より低いものの、軽快な機動性と高速巡航性を誇り、セプテム改3機を艦載していることから、MS運用能力は中型艦にも劣らず、最低限の戦力を確保していた。
A.W.0024には「ローザ・ローザ」と命名され、ローザⅡ世に受け継がれている。

#### ロッキー級陸上戦艦
全長120mまでの5番目に大きい陸上戦艦。2番目に小さな級種であるものの、大戦時に標準船として同型艦が多数建造されたことから、戦後世界でも残存数最多の陸上戦艦であり、バルチャーのほかエスタルド国軍などの独立国家に多数使用されている。

##### ロッソ艦
ロッソ・アラマントが指揮する陸上戦艦。基調色はダークレッド。船体は双胴型で、右舷側に戦闘機などの発着用と思しき甲板が、ブリッジ前方には砲軸が回転する2連装対艦砲が、艦首左右両方にはMS格納庫と直結し3機のジェニス発進時にハッチが上下に開くMSデッキがそれぞれ設置されている。その構造からMSの運用性と乗員の居住性は高い。

#### バンダール級陸上戦艦
第7次宇宙戦争後に新連邦軍が建造した陸上戦艦。ヒマラヤ級を大きく上回るサイズの地上移動要塞で、中央部の塔の先端に搭載された大型の対艦ビーム砲や、各部の大型荷粒子光弾砲など、無数の火器を備えており、本艦1隻でMS大隊に匹敵する戦力を有している。
樹立を宣言した新連邦政府の強硬的な地球圏統一政策に抵抗する南アジア三国との戦線に司令部として投入され、南アジア三国とフリーデンによる同盟軍を圧倒した。

##### バンダールII世
バンダール級の改修型。中央部の塔の両側には、宇宙戦艦の主砲に匹敵する火力を誇る荷電粒子ビーム砲が2基増設され、長距離砲撃戦で圧倒的な火力を発揮するが、荷電粒子ビーム砲は一度発射するとエネルギーの再充填に時間がかかるという難点も有している。
新連邦軍大将カザフが率いる第36方面軍の旗艦として配備され、第8宇宙基地攻撃に参加。基地施設を荷電粒子ビーム砲で攻撃したが、前述の難点による隙を突かれてフリーデンの特攻を受け、相打ちという形で大破した。

### 水上艦・潜水艦
地球の海底地形の名でネーミングされた水上艦・潜水艦は、戦後に陸上戦艦と同様、民間へと流出してシーバルチャーやオルクが保有して各々の活動に用いているほか、政府再建委員会及び新連邦軍でも多数運用されている。

#### エムデン級水陸両用陸上戦艦
全長100mまでの水陸両用艦艇。本編未登場。

#### ガラシア級水陸両用陸上戦艦
全長120mまでの水陸両用艦艇。本編未登場。

#### チャレンジャー級水陸両用陸上戦艦
全長140mまでの水陸両用艦艇。本編未登場。

#### トリエステ級水陸両用艦
全長160mまでの水陸両用艦艇。

##### ザコット艦
ザコット・ダットネルが指揮するトリエステ級水陸両用陸上戦艦。艦首左右に内蔵式MSデッキを2基、艦尾に物資回収用クレーンと荷物用ハッチがそれぞれ設置されている。水中での運用に特化した構造であることに加え、水上・陸上で運用可能な多用途艦であり、戦地一帯を燃やして追い立てた相手を水中に潜ませた本艦で襲撃するという戦法をとる。また、炎の時計部隊が運用するドートレスHMファイヤーワラビーを艦載機としている。
サン・アンジェロ市近傍の森林地帯の湖に潜伏し、森林火災から退避して現れたフリーデンに湖を発火剤で焼き尽くして火炙り攻撃を仕掛け、フリーデンを窮地に陥れたが、ガンダムXがマイクロウェーブを湖に直接照射して発生させた大規模な水蒸気爆発を喰らって撃破された。

#### ピチアス級水陸両用陸上戦艦
全長180mまでの水陸両用艦艇。本編未登場。

#### シーキャッスル指揮艦
オルクのドーザ・バロイが率いる一味が所有する水上艦。ブリッジは前方に設けられ、艦首にMS発進口を2基、艦後部に格納庫、舷側と艦尾にクレーンがそれぞれ配置されており、艦体中央のエアインテークの働きで艦底にエアクッションを発生させる。

#### シーキャッスル戦闘輸送艦
ドーザ一味が2隻保有する水上艦。艦首の観音式扉や左右にアングルド・デッキ状に張り出したMS発進口、艦体中央部の格納庫、後部の着艦デッキなど、指揮艦とは異なる構造で、強襲揚陸艦的機能を持つ。
本艦と指揮艦は、太平洋でのイルカの乱獲活動に明け暮れるドーザ一味の拠点として用いられた。その最中にニュータイプ探索の旅の途中だったフリーデンと遭遇して2度交戦したが、最終的にドーザ一味の敗北と共に撃沈された。

#### シーバルチャー艦
シーバルチャー所有の水上艦。平面状の艦首をした方形の艦体に海底探査用のソナーやクレーン、荷揚げ用のハッチなど、サルベージ用機材が複数備わった大型作業船であるが、オルクの襲撃に対処するための大小の火器も装備されており、海上戦艦としても機能する。
劇中ではフリーデンに補給を受ける目的で接触された。

#### ドリテア
新連邦軍の大型空母。艦長はアイムザット・カートラル。2隻の艦を結合させて、その中央に艦橋を設置した双胴艦で、通常の空母の2倍の広さの飛行甲板によりペイロードと多数の艦載機であるドートレス・フライヤーの運用能力に優れている。

#### ドリテア護衛艦
新連邦軍の機動巡洋艦。CIWSとヘリポートが備わり、2連装主砲2門とミサイルランチャーで武装している。ドリテアを中核とする艦体に主力艦として複数配備され、航路の確保に当たると共にドートレス・フライヤーの中継ポイントとしても機能する。
本艦の艦隊は、ローレライの海でGXビット及びLシステムの回収任務にあたり、フリーデンを襲撃した。

#### ベルコモ輸送船
新連邦軍の物資輸送艦。大型コンテナにフロートをつけたような形状。

#### ポリペイモス
オルクのマーカス・ガイ率いる一味が所有する潜水艦。水流ジェットによる優れた海中航行能力と潜行能力、艦首の2連装魚雷発射管、艦底部の水中用MSの発進デッキなど、戦闘からMS運用まで充実した機能を有する。
本艦を用いてマーカス一味はシーバルチャー船などに対して海賊行為を繰り返していた。オルバ・フロストの依頼でローレライの海からGビットとLシステムのサルベージを行ったが、フリーデンとの戦闘でLシステムに機能を停止された後損傷を受けて潜行できなくなり、その後の新連邦とフリーデンの戦闘でGビット全機をジャミルに起動させられたことで本艦を航行不能となるまで破壊され、マーカス一味は総員退艦、Lシステムのルチル・リリアントを除き無人となった艦はルチルとジャミルの今生の別れの場となった。

### 宇宙艦艇
宇宙艦艇はA.W.が始まって数年の間、地球と宇宙が断交状態にあったため大規模運用されることは無かった。しかし、新連邦軍と宇宙革命軍の激突が確実になると、本格的に多数の艦艇が表舞台に投入された。大半の艦艇にはMS運用機能が備わっている。

#### アオヤギ級宇宙戦艦
第7次宇宙戦争からA.W.の時代にまで運用された連邦軍の主力宇宙戦艦。艦尾中央にMSデッキと発進口を備え、艦体前部に2基設置された2連装砲が主武装である。大戦中はドートレスを艦載機として宇宙革命軍に戦闘を挑み、A.W.の時代には多数の同型艦でアマネセルの護衛に随伴しながら前線部隊の形成した。第8次宇宙戦争の際に多くの艦が撃沈された。

#### アストラーザ級宇宙巡洋艦
第7次宇宙戦争からA.W.の時代にまで運用された宇宙革命軍の主力宇宙巡洋艦。艦首ブリッジやMS用のハッチ2基と開放式カタパルトを艦前方に集中させ、そこからエンジンブロックが艦後方へ伸びている赤い艦体が特徴で、2連装砲と小型連装砲がそれぞれ艦体前部に2基ずつ、艦体側部に4基ずつ、艦体後部にも2連装砲が1基設置され、さらにミサイルなど充実した武装も備えていることから、ガーベラの護衛・輸送任務・戦闘まで、高い運用性を有している。また、サテリコンとの戦闘では、搭載した荷粒子反応弾で敵の本拠地を破壊した。

##### パテオ
宇宙革命軍教育大隊大佐ランスロー・ダーウェルの座乗艦であるアストラーザ級宇宙巡洋艦。
外観と性能は他のアストラーザ級と違いなく、本艦を中核としてアストラーザ級の艦隊が編成される。

#### アマネセル
新連邦軍の大型宇宙戦艦。青い基調色と縦方向に2つの構造物を並べた特異なシルエットが特徴で、フォーク状の艦首の間にリニアカタパルトが設置されており、艦体前部に3基、艦体側部に4基ずつ設置された2連装砲が武装。
A.W.が始まって以降に新造されたと言われ、新連邦軍総司令官フィクス・ブラッドマンが自ら乗艦し、宇宙艦隊旗艦として運用された。第8次宇宙戦争が勃発すると、マイクロウェーブ送信施設D.O.M.E.に赴き、月面離脱後の月宙域で宇宙革命軍のガーベラと主砲を向け合うが、ガンダムヴァサーゴ・チェストブレイクとガンダムアシュタロン・ハーミットクラブのサテライトランチャーによって撃破された。

#### ガーベラ
宇宙革命軍の大型宇宙戦艦。同様の基本構造をしたアストラーザ級をサイズアップしたシルエットと白い基調色が特徴で、2連装砲を前部に2基、側部に4基、後部に1基ずつ装備し、大型のブースターも搭載されているため指揮能力や火力と航行力、MS運用能力まで、全体的に優れた運用性を誇る艦。
宇宙革命軍総統ザイデル・ラッソが自ら乗艦し、アストラーザ級で編成された宇宙艦隊の旗艦として運用され、第8次宇宙戦争が勃発すると、D.O.M.E.に赴き、月面離脱後の月宙域ではアマネセルと主砲を向け合うが、アマネセルの撃破直前に、本艦もヴァサーゴ・チェストブレイクとアシュタロン・ハーミットクラブのサテライトランチャーによって撃破された。

#### キグナス
宇宙革命軍の小型宇宙偵察艦。アストラーザ級に似た構造で、艦体上部の2基の2連装砲と、艦体前部の4基の単装砲を装備しているが、MS運用能力を有しておらず、戦闘には向いていない。
反革命軍組織の捜索に用いられ、サテリコンの拠点を発見した。

#### シャトル
ニュータイプ研究所から若干離れた位置の発着場に駐機されていた宇宙船。シャトル本体の後部にローンチ・ヴィークルが接続された形状が特徴。
新連邦軍がニュータイプ研究所を壊滅させた直後、研究所に潜伏していた宇宙革命軍のスパイであるニコラ・ファファスと彼に拉致されたティファを乗せて宇宙へ上がり、クラウド9へ運んだ。

#### バルトーク級宇宙巡洋艦
新連邦軍が開発した中型宇宙巡洋艦。艦尾のMS発進口、艦体前部の2基の2連装砲などアオヤギ級の設計思想を受け継いでおり、MSを約10機搭載でき、火力と速度のバランスにも優れ、MS発進口に増加ブースターを接続することで大気圏離脱が可能となる。
宇宙革命軍との艦隊戦で主力となるべく多数建造され、第8宇宙基地で建造された1番艦は革命軍のスパイに奪取され、ティファ・アディールを追うためにガロード・ランと革命軍の第2次帰還部隊が乗艦して宇宙に向かい、クラウド9の第7番軍事コロニーに入港を果たした。また、第8次宇宙戦争の月宙域における激突では、多数の同型艦がアマネセルやアオヤギ級と共に新連邦軍艦隊を構成して大乱戦を繰り広げた。 

#### ヴァローナ
サテリコンが保有する宇宙巡洋艦。丸みを帯びたシルエットと艦体両脇のMS発進口から、宇宙革命軍から奪取したものと言われているが、基本構造は旧連邦軍系の宇宙艦艇に近しい。武装は艦橋の前部と両側部と後部に1基ずつ備わった2連装砲。
サテリコン唯一の宇宙戦艦にして旗艦であったが、革命軍と交戦した際に、相手のMSであるクラウダの攻撃を受けて撃破されてしまった。

#### フリーデンII
旧連邦軍の宇宙戦艦を北米の反新連邦組織が保有・改修していた艦。カリス・ノーティラスからフリーデンクルーに託され、彼らの宇宙における新たな移動手段兼拠点となった。

## 航空機
MSの多くが飛行能力を備えていないため、さまざまな軍事組織が保有するほど軍用航空機の需要は高く、特に新連邦軍は大型機を中心に軍用機の大規模運用が可能だった。その一方で、空港などの設備投資の必要や戦後の残機数が多くないという理由から民間での運用例は少ない。

### エスタルド輸送機
エスタルド人民共和国首脳部専用の輸送機。

### エスタルド護衛機
エスタルド人民共和国の戦闘機。数機が随伴してエスタルド輸送機を護衛する。デザインは『新機動戦記ガンダムW』の地球圏統一連合軍の主力戦闘機の流用。

### グランディーネ運搬用ヘリコプター
アルタネイディヴ社がグランディーネの長距離空輸に運用する高推力ヘリ。3翔式のローターを二重反転させており、4機編隊を組んでグランディーネをワイヤーで懸架し、空輸する。

### Gファルコン
旧連邦軍によって開発されたガンダム・タイプMS支援用宇宙・大気圏内用特殊戦闘機。第7次宇宙戦争には投入されなかったが、戦後に残存して宇宙に廃棄された試作機の1機をサテリコンによって回収され、パーラ・シスの乗機となる。

#### Gファルコン・デルタ
Gファルコンの試作機の内の1機。

### 新連邦軍空爆機
新連邦軍が運用する爆撃機。輸送機のペイロードに航空爆弾を搭載した機体とも言われ、多数の機体がエスタルド人民共和国に空爆を行った。

### 新連邦政府専用特別機
新連邦政府（政府再建委員会）のエージェントが使用する垂直離着陸式輸送機。機種の左側にビーム・ガトリング砲を装備し、主翼にスラスターが、尾部にはカーゴ・ベイのハッチがそれぞれ設けられている。また、MSを2機搭載可能。

### 超大型輸送機
新連邦軍が保有する全翼型大気圏内用輸送機。全幅が100mを超すリフティングボディや、放電肢機能を持ち飛行中の安定を図るワイヤー状のスタビライザーを兼ねた尾翼というエイに酷似したシルエットが特徴で、機体上部にカタパルト、中央後部に着艦用デッキが設けられ、機内のほとんどがペイロードであることから、搭載機の離発着を飛行中でも可能とするなど、MSやMA・他の輸送機の運用機としても非常に優れている。

### フォートセバーン
フォートセバーンに秘匿されていたと言われている大型輸送機。MS発進口を機首と胴体側面に備え、機体前部や中央部、後部に装備された2連装砲が主な武装である。
北米での反新連邦活動に乗り出したカリスに運用される。

## 地上車輌
MSの主力化によって、軍用車全般は支援兵器や軽戦闘用ビークルとしての役割にまわることとなった。また、民間車両にはサンド・バギーやホバー・バイクなどが劇中で散見される。

### 革命軍装甲車
宇宙革命軍の装甲車。地球でのスパイ活動からクラウド9に帰還した部隊の祝賀パレードにおいて、ザイデルやニコラたちが乗車したオープンカーの警護車輌として用いられたが、サテリコンによるザイデル暗殺を狙った地雷攻撃で破壊された。

### 軽装甲車
政府再建委員会がゾンダーエプタに配備していた四輪のAFV。装甲・武装ともに心許なく、偵察用の車輌だったと言われている。

### 戦闘装甲車
政府再建委員会がゾンダーエプタに配備していた六輪装甲車。MSや主力戦車には劣るものの路上での機動性と攻防力に優れ、主砲の砲撃は軽装甲車なら破壊できる。また、第7次宇宙戦争後、装甲戦闘車両全般は民間に流出した台数は少ないと言われている。

### MS用キャリアー
MS用の大型輸送車。MS輸送用車輌としては最大級のサイズで、ホバークラフトにより移動し、複数のMSを着座させて搭載することが可能。
エスタルド人民共和国などが所有していた。

### MS用ドーリー
MS用の大型運搬車。MS1機を露天状態で搭載するベッド型の12輪車輌で、民間への流出台数も多く、バルチャーなどが本車輌を運用して、MSを商品として運搬した。

## システム

### コヒーレント光波システム
コロニーレーザーのエネルギーチャージシステム。コロニーレーザー本体後方に多数展開された集光用ミラーで受け止めた太陽光をコヒーレント光に変換し、それをコロニーレーザー本体に伝達すると言われている。

### サイコミュ・ダクト
第7次宇宙戦争当時に、宇宙革命軍が開発したパトゥーリアをニュータイプもしくは人工ニュータイプのサイコミュによって機体制御させるコントロール・システム。

### サテライトシステム
月面の太陽光発電設備と連動したエネルギー供給機構と、サテライトキャノンやサテライトランチャーの射撃管制を兼ねたシステム。元々は月面基地で発電された電力を地球に供給されるために開発されたが、軍事システムとして転用された。システム搭載機からのアクセスで起動した月面の設備によって送信されるガイドレーザーをシステム搭載機が受信すると、その4.03秒後に月面の設備から照射されたスーパーマイクロウェーブをリフレクターで受信・変換し、機体や火器の稼働エネルギーとすることが可能で、スーパーマイクロウェーブのエネルギーを直接ビームに変換して砲撃する武装がガンダムXやそのサポート機のGXビット12機が装備するサテライトキャノン、そしてガンダムアシュタロン・ハーミットクラブに搭載されたサテライトランチャーである。しかし、ガイドレーザーで定められた座標から外れたシステム搭載機はマイクロウェーブを受信できず、マイクロウェーブがシステム搭載機に到達するまでに多少の時間差があるため、システム搭載機は受信中は身動きがとれない無防備状態になるという欠点もある。また大戦中においては多数の中継衛星を経由することによりガイドレーザー及びマイクロウェーブを場所を問わず受信できたが、これらが全て失われた戦後では、月が見える一軸でしか受信できなくなっている。
システムの初回起動には、フラッシュシステムを介し月面送信施設に機体コードを認証させる必要があるため、ニュータイプ能力が不可欠となるが、一度登録すればニュータイプではない一般パイロットでも扱うことができる。　
ガロードが初めてサテライトキャノンを使用した時は、ガンダムXの1号機（NT-001）が未登録だったためティファの助力により、フロスト兄弟は突入部隊を送電施設に送り、システムをマニュアルモードに切り替えさせ、問題を解決した。また、マイクロウェーブ受信の欠点を逆手にとり、湖にわざとマイクロウェーブを当て前述の水蒸気爆発を起こすという使い方もなされた。
また、アシュタロン・ハーミットクラブはニュータイプを搭乗させても単体ではサテライトランチャーを運用できず、アシュタロン・ハーミットクラブのパイロットのオルバも本システムを単身で起動させることは実質的にできないが、サテライトランチャーはヴァサーゴ・チェストブレイクとの共同で運用するように設計され、第8次宇宙戦争の最終局面の際にフロスト兄弟が親衛隊に月面のマイクロウェーブ送電施設を占拠させ、マイクロウェーブの受信機能を掌握したことで本システムの使用を可能とした。
『UNDER THE MOONLIGHT』では、中破した中継衛星を改修した発電送信衛星「BATEN」から、場所、時間を問わずマイクロウェーブを受信することができる。サルベージされたガンダムXでは、最初月面施設へのアクセスを行っていたが、送信施設が消滅しているため、似た役割を持つ「BATEN」への再アクセスのプロセスが行われた。ただし、衛星の規模の小ささから、月面送信施設の30%程度の出力しか送信されなかった描写がある。また、技術交換によって製造されたディクセン・ホーネット（X装備）の場合は、「BATEN」のアクセスデータが既にあり、砲身に取り付けられた専用リフレクターにマイクロウェーブを受信していた。同様の技術がシルバーホライゾンにもあり、こちらはビッグサテライトキャノンとして、クラウド9コロニーを破壊する計画で、表面上は「BATEN」と連動して、地球で起こる慢性的なエネルギー不足解消の手段として用いられるはずだった。これは、もともと戦前のMW送信施設自体、民間の電力供給用に建造されたことにも由来する。
月が出ていないと撃てないため、一部のゲームでは「夜しか撃てない」という制約があるが、実際には月さえ出ていれば昼間でも撃てる模様である。

#### サテライトシステムMk-Ⅱ
ガンダム ダブルエックスに搭載された発展型のサテライトシステム。冷却効率の向上によってエネルギー容量が増大しており、サテライトキャノンを遥かに上回るツインサテライトキャノンの射撃管制も兼ねる。

### Dナビ
正式名称は「ドルフィン・ナビゲーション」。縦の長さが成人男性の身長にも満たない円筒状の小型ユニット本体に、イルカの生体脳を中枢として組み込んで作られた生体ソナーであり、第7次宇宙戦争中に開発された。サルベージ作業の効率が飛躍的に向上すると言われるほど高性能な海中探査用システムだが、生体脳の寿命が短いことから、長期間の使用ができないという問題点も抱えている。
ドーザ一味は、手中に納めた研究者や開発施設にこの生体ソナーを増産させ、かなりの高額で他のオルクに売り捌くという商売目的で、生体脳確保のためにイルカ狩りに明け暮れていた。また、ドーザ一味が保有するドーシート各機にも水中探査能力向上を図ってこの生体レーダーが搭載され、フリーデンと交戦した際に相手を苦戦させたが、戦いに介入した白イルカのニュータイプ能力によってデータが逆流するという機能不全に陥って敗北する形となった。

### フラッシュシステム
旧連邦軍が開発・実用化したニュータイプ専用戦闘システム兼インターフェイス。ニュータイプの精神感応波を使って10機以上のビットMSの遠隔操縦や、サテライトシステムの機体登録という2つの機能を有している。旧連邦時代末期にはこれを搭載したガンダム・タイプMSは、ニュータイプパイロットとの組み合わせも相まって、第7次宇宙戦争において旧連邦軍の決戦兵器として投入された。
A.W.の時代においては、基本的にガンダム・タイプかそれらに順ずる機動兵器にしか搭載されていないが、旧宇宙革命軍もニュータイプ専用MSにフラッシュシステムを装備しビットでのオールレンジ攻撃運用を披露したほか、パトゥーリアなどの開発も行った。

#### Lシステム
フラッシュシステムを応用した兵器で、第7次宇宙戦争末期に旧連邦のニュータイプ研究所で極秘裏に進められていた「L作戦」の中核として開発された、電子機器妨害装置。装置中央のカプセルに、システムの中枢として搭載されたニュータイプの精神波を増幅し、一定範囲内の電子機器を無差別に使用不能にする非人道的兵器である。
}}。大戦中に精神を破壊された連邦軍ニュータイプ部隊の教育士官ルチル・リリアントを生体ユニットとして搭載し、彼女に残った戦いを嫌悪する感情を利用した実験機が作成され、戦局の打開を図る切り札になるとされたが、実戦では未使用のまま専用のコンテナに梱包されて海路での輸送中にコロニー落としに伴う大津波に呑まれて海底に沈み、行方不明となってしまった。
だが15年後のA.W.15において、オルバの依頼を受けたマーカス一味によってローレライの海でGXビットのサルベージ作業中にコンテナが発見され、ポリペイモスにサルベージされた。この状態でもルチルとLシステムの機能は生きており、後にマーカス一味との戦闘でフリーデンが窮地に陥ると、ルチルの意識がティファに乗り移ってニュータイプ能力を発揮したことで装置が起動。これによって戦闘を続行できなくなったマーカス一味を撤退させ、フリーデンを救った。それから、Lシステムはルチルごと新連邦に回収されることになり、オルバによって輸送中の安全確保のため増幅装置を外かされたことで装置本体は起動不可能にされた。その後の戦闘でフリーデンがLシステムを回収したものの、中のルチルは力を使い果たしており、事切れたルチルはLシステムから開放され水葬された。

## 広域破壊兵器
宇宙革命軍が開発した戦略・戦術級の兵器。

### 荷粒子反応弾
新連邦軍との新たな戦争のため、クラウダと共に新開発されたニュークリアミサイル。外観は通常弾頭と大差ないが、弾頭に封入された特殊荷粒子が標的と爆発的な反応を引き起こして、核弾頭並みの破壊力を発揮する。
ミサイルの発射演習として、サテリコンの本拠地である資源衛星をターゲットに定め、アストラーザ級に搭載されると、サテリコンとの戦闘において6発分が発射され、命中したサテリコンの本拠地を完全破壊した。

### コロニー・レーザー
スペースコロニーそのものを改造した巨大レーザー砲。第7次宇宙戦争時に開発が進められ、その途中で終戦となったことから未完成の状態で放置されていたが、戦後に新連邦の台頭を警戒した革命軍によって「ダリア作戦」の一環として完成された。